# Вошива (притока Кам'янки)
Воши́ва — річка в Україні, в межах Криворізького району Дніпропетровської області. Права притока Кам'янки (басейн Дніпра).

## Опис
Довжина 16 км, площа басейну 160 км². Річка типово рівнинна. Річище помірно звивисте, влітку часто пересихає і в багатьох місцях не має постійного водотоку. Річка зарегульована 19 ставками, які є місцем відпочинку жителів міста Апостолове.

## Розташування
Вошива бере початок на південь від міста Апостолове. Тече спершу на північний схід, далі — на північ. Впадає до Кам'янки біля північно-східної околиці села Михайло-Заводське.

## Історія
З цією річкою в історії області пов'язана така подія. Після скасування за указом Катерини ІІ Запорізької Січі відставний секунд-майор М. Д. Апостол — правнук Данила Апостола — отримав великий наділ землі обабіч степової річки. Там водилось багато дафній, які в народі тоді називались «вошами». За це річку й назвали Вошивою. Таку ж назву отримало й село, яке в 1923 році перейменовано на Апостолове. Завдяки дафніям в Україні чимало річок і балок із такою назвою.
Багато років на річці не проводилось жодних розчищувальних робіт. Це сприяло підвищенню рівня ґрунтових вод, що призвело до підтоплення погребів мешканців міста Апостолове. У 2008 році було розчищено 700 метрів русла по річці Вошива, що дало змогу захистити від підтоплення 70 га площі міста Апостолове.